# Harpiola isodon
Harpiola isodon é uma espécie de morcego da família Vespertilionidae. Endêmica de Taiwan.